# Mitridates II d'Armènia
Mitridates II d'Armènia és un possible rei d'Armènia que s'esmenta com a governant d'aquell país entre els anys 72 i 76, i del qual gairebé no se'n sap res.
L'historiador Christian Setippani considera que va ser el pare del seu successor, Sanatruk I d'Armènia, i que estava casat amb Awde, una germana del rei Abgar VI d'Osroene.